# 马修·卢卡斯

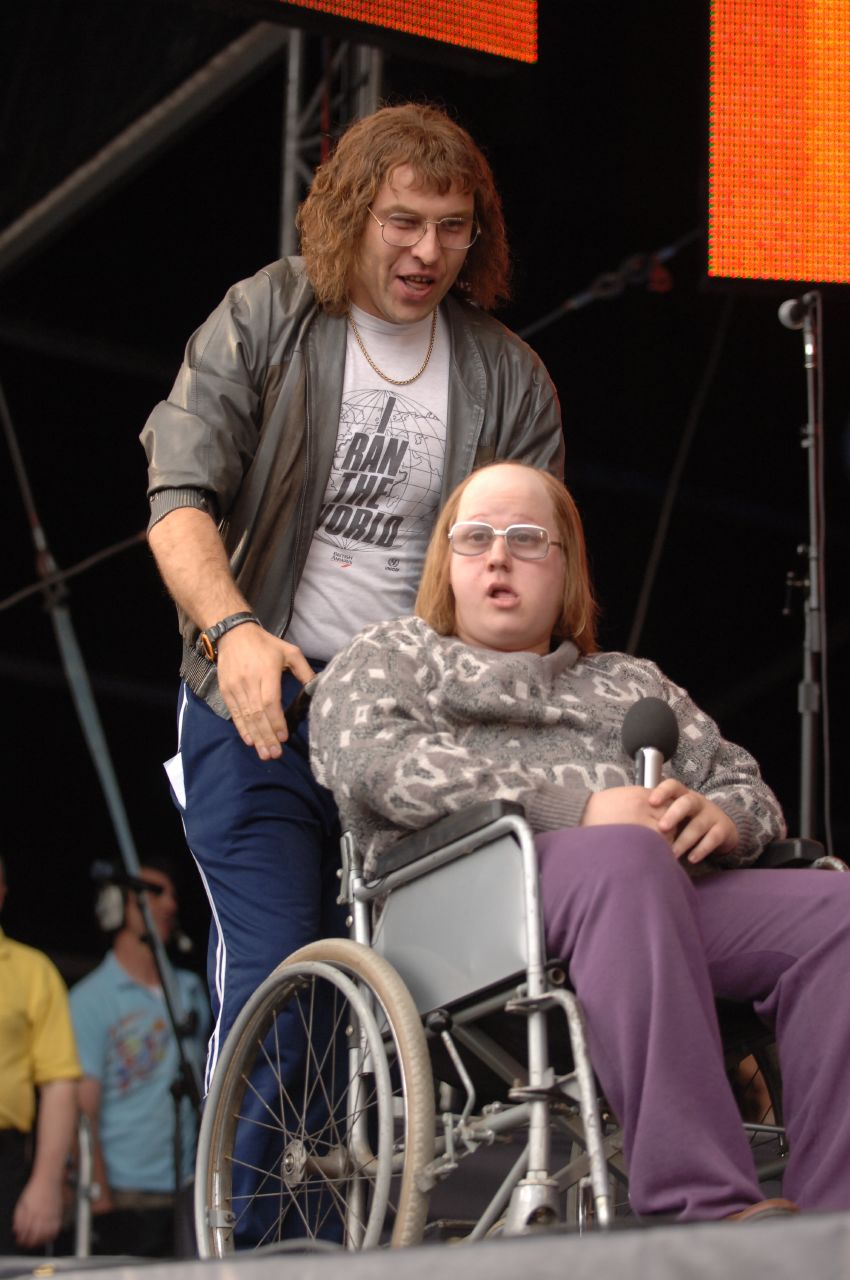
威廉和卢卡斯（前）扮演《小不列颠》剧中Lou和Andy的角色，摄于2005年7月

马修·理查德·卢卡斯（英語：Matthew Richard Lucas，1974年3月5日—），因英文名可依简称，也翻译为马特·卢卡斯（英語：Matt Lucas），英国戏剧演员、编剧。他最成功的作品是和戴维·沃廉姆斯合作的喜剧《小不列颠》，带有讽刺色彩的喜剧《Rock Profile》以及在综艺节目《Shooting Star》中以乔治·道斯（英語：George Dawes）的身份担任记分和鼓手。
在2007年3月，卢卡斯被英国《每日邮报》和《独立报》列为英国在娱乐、商业、政治、科学等领域中最具有影响力的100位同性恋者中的第8位。

## 个人生涯
卢卡斯出生在伦敦市中的一个犹太家庭。他从小就患有脱髮，在对一些访问中他把这归因于很多因素，包括四岁时遭遇的车祸所带来的延後的反应。他在六岁时就失去了全部的头髮。
卢卡斯在受教于哈博戴斯阿斯克男子学校（The Haberdashers' Aske's Boys' School），并在1993年到1995年之间在布里斯托尔大学（University of Bristol）学习戏剧。
卢卡斯曾经在切尔西球队的一个俱乐部商店里担当销售助理，但他却是一个狂热的阿森纳球迷。
在2006年12月，卢卡斯和男友Kevin McGee登记结婚，并在伦敦举行了盛大的仪式。但在2008年10月22日，他们的关系因卢卡斯无法忍受McGee的行为而宣告瓦解。

## 演艺生涯

### 早期
卢卡斯与Vic Reeves和Bob Morimer的合作开始于1992年。1994年，卢卡斯出现在一档名为The Smell of Reeves and Mortimer的节目里，并在第二季里出演了一些短独幕戏剧。他进而在Shooting Stars中以George Dawes的名字担当鼓手兼记分，着装怪异，时常也扮演一些有着不同性格的角色，多数时候是一个过度发育的小孩，有时也做做大人。甚至有时扮演Marjorie Dawes，George的母亲，这个角色后来也被沿用到了他的喜剧作品《小不列颠》里。卢卡斯以此迅速走红，出现在了更多BBC电视台的节目里，例如Randall and Hopkirk (Deceased)和Catterick。
卢卡斯在一些音乐视频里也有过表演，比如Blur的"Country House"，Coolio的"Gangsters Paradice"，Ben Folds的"Jesusland" ，the Pet Shop Boys的"I'm with Stupid"以及Fat Les的"Vindaloo"等歌曲。
2002年，卢卡斯闯入舞台音乐剧的世界。他在Boy George的音乐剧Taboo扮演一个主要角色，未成名的艺术家Leigh Bowery。

### 《小不列颠》（Little Britain）
《小不列颠》被广泛认为是卢卡斯最成功的作品。最初是在BBC Radio 4上播出的一个广播剧，随后拍成电视喜剧。这部电视喜剧赢得了多项奖项，DVD销量不凡。其中经典的对白如今在英国的大街小巷都可以听到。在所有与戴维·沃廉姆斯共同编写和出演角色中，有四个角色最为受人欢迎：假残疾的Andy Pipkin，惹是生非语速惊人的不良少女Vicky Pollard，自认为是“本镇唯一的同性恋”并拒绝承认和接近其他同性恋的Daffyd Thomas，以及粗鲁暴躁并以取笑胖子为乐的减肥社团指导Marjorie Dawes。其他角色也同样令人着迷。

### 在《小不列颠》之后
2005年，卢卡斯得到了在BBC历史剧Casanova中担当一个配角Venetian Duke的机会，这是他在电视剧里担当的第一个角色。
2006年，他在电影《僵尸肖恩》中扮演Yvonno的表弟Tom。
2007年，他在BBC的电视电影《柳林中的风声》中出演Mr.Toad一角，这个角色同样大受好评。
2010年，他与老搭档戴维·威廉携手合作出演电视喜剧《伴我双飞》，延续了《小不列颠》中的表演模式和风格，只是把目光聚焦到了一座繁忙的国际机场中形形色色的人物上。
2015年，他受史蒂芬·莫法特邀請，參與超時空奇俠聖誕節特別篇《莉芙頌的丈夫們》中的Nardole這個角色。

## 传记
官方
- Boyd Hilton, Matt Lucas and David Walliams: Inside Little Britain: London: Ebury Press: 2006: ISBN 0-09-191231-8

非官方
- Neil Simpson: Yeah But No But: The Biography of Matt Lucas and David Walliams: London: John Blake: 2006: ISBN 1-8445-425-80